# 아이콤
아이콤 주식회사(일본어: アイコム株式会社, Icom Incorporated)는 일본의 무전기 제조회사이다. 아마추어 무선에서 전 세계적으로 매우 유명고 시장점유율이 압도적인 무전기 회사이다. 미국 해병대의 포스리콘도 아이콤 HF 포터블 무전기(AN/PRC-138)를 사용한다.
이노우에 도쿠조(일본어: 井上 徳造)가 1954년 설립되었다. 본사는 일본 오사카에 있다. 미국과 캐나다, 오스트레일리아, 뉴질랜드, 영국, 프랑스, 스페인, 중국에 지사가 있다.

## D-STAR
ICOM은 일본아마추어무선연맹(JARL)이 개발한 디지털 라디오 프로토콜을 사용하는 오픈 라디오 시스템인 D-STAR를 개발했다. 개방된 환경에서 진일보된 보이스와 데이터 통신을 가능하게 한다.
기존의 아날로그 AM/FM/SSB 교신시에는, 미약한 송신출력을 할 경우, 수신자가 심한 잡음으로 이해하기가 힘들었는데 비해, 디지털 방식은 잡음이 혁신적으로 감소했다. 다만, 무전기 가격을 너무 높였다는 비판도 없지 않다.
한국은 최근 모토롤라의 TETRA 시스템을 비상재난용으로 선정했는데, D-STAR는 일본판 TETRA 정도로 이해하면 쉽다.

## 제품

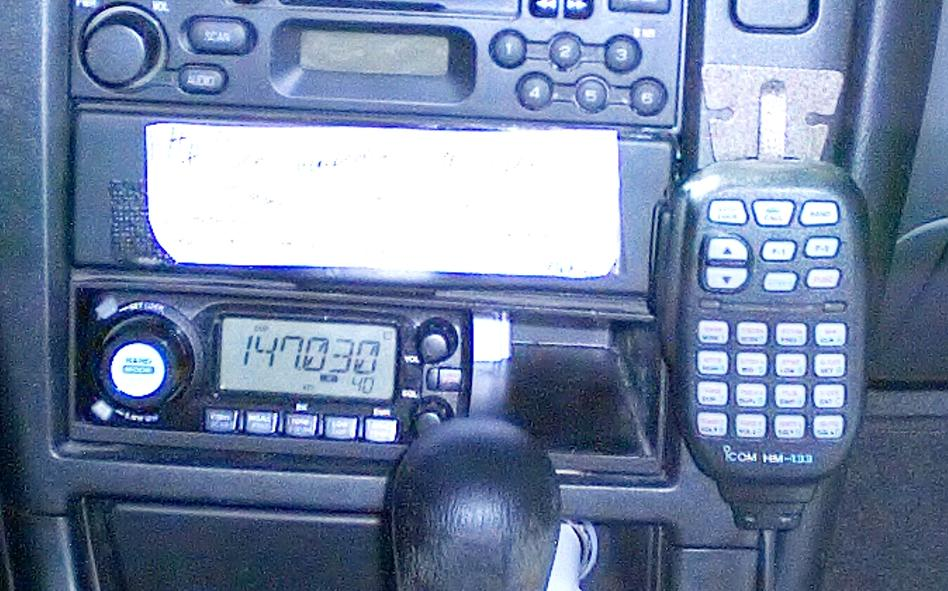
ID-800H 모바일 무전기
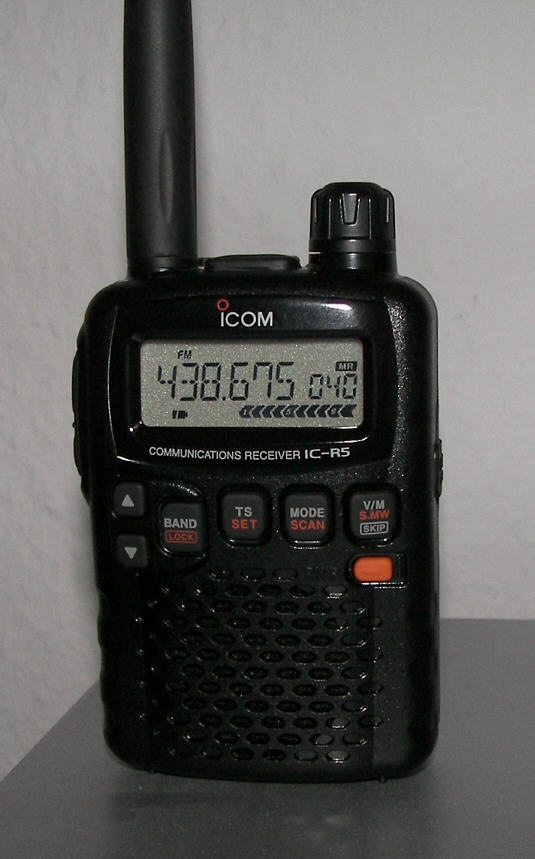
IC-R5 핸디 수신기